# ميجيل إيديغورس فوينتس
الجنرال خوسيه ميغيل رامون إيديغورس فوينتيس (17 أكتوبر 1895، ريتالوليو - 27 أكتوبر 1982، مدينة غواتيمالا ). كان رئيس غواتيمالا من 2 مارس 1958 حتى 31 مارس 1963. وتولى السلطة بعد اغتيال العقيد كارلوس كاستيو أرماس .

## وصلات خارجية
- ميجيل إيديغورس فوينتس على موقع مونزينجر (الألمانية)
- ميجيل إيديغورس فوينتس على موقع أوليمبيديا (الإنجليزية)